# Tetracalci phosphat
Tetracalci phosphat là hợp chất Ca
4(PO
4)
2O, (4CaO.P
2O
5). Nó là chất cơ bản nhất của calci phosphat, và có tỉ lệ Ca / P là 2, làm cho nó là phosphat nghèo phosphor nhất. Nó được tìm thấy ở khoáng chất hilgenstockit, được hình thành trong xỉ giàu phosphat công nghiệp (gọi là "xỉ Thomas"). Xỉ này được sử dụng làm phân bón do độ tan cao của tetracalci phosphat so với khoáng chất apatit. Tetracalci phosphat là một thành phần trong một số xi măng calci phosphat có ứng dụng y tế.

## Điều chế và phản ứng
Tetracalci phosphat không thể được điều chế trong dung dịch nước, bất kỳ chất kết tủa nào có tỷ lệ Ca / P chính xác đều chứa các ion hydroxide trong các pha apatit. Các phản ứng trạng thái rắn được sử dụng, một ví dụ là:
2CaHPO4 + 2CaCO3 → Ca4(PO4)2O + CO2 +H2O (1450-1500 °C trong 12 giờ)
Khi tetracalci phosphat là hỗn hợp metastable phản ứng nóng chảy phải được ngưng nhanh, giảm nhiệt độ và ngăn ngừa sự hình thành của các hợp chất khác như Ca3(PO4)2, CaO, CaCO3 và  Ca5(PO4)3(OH).
Tetracalci phosphat ổn định trong nước ở nhiệt độ phòng trong thời gian lên đến bốn tuần, nhưng ở nhiệt độ cao hơn nó thủy phân thành hydroxyapatit và calci hydroxide:
3Ca4(PO4)2O + 3H2O → 2Ca5(PO4)3(OH) +2Ca(OH)2
Tetracalci phosphat là thành phần được sử dụng trong việc hình thành một số loại xi măng hydroxyapatit calci phosphat dùng cho việc sửa chữa khuyết tật xương. Một ví dụ về phản ứng hình thành xi măng hydroxyapatit là phản ứng của tetracalci phosphat và dicalci diphosphat dihydrat:
Ca4(PO4)2O + CaHPO4.2H2O → Ca5(PO4)3(OH) + 2H2O

## Cấu trúc
Tinh thể tetracalci phosphat là một loại monoclinic và có những điểm tương đồng gần với hydroxyapatit.